# Martin 4-0-4
Die Martin 4-0-4 ist ein zweimotoriges Passagierflugzeug für den Kurz- und Mittelstreckenverkehr, das von der Glenn L. Martin Company von 1950 bis 1953 gebaut wurde.

## Geschichte und Entwicklung
Das Flugzeug war als wichtigste Neuerung zum Vorgängermodell Martin 2-0-2 mit einer Druckkabine ausgestattet. Seine militärische Bezeichnung bei der amerikanischen Küstenwache in dem damaligen Bezeichnungssystem der US Navy war RM-1 und ab 1962 dann VC-3A.
Die Martin 4-0-4 war nicht so erfolgreich wie die Konkurrenzmodelle Convair CV-240, 340 und 440 und wurde seinerzeit als einziges erfolgreiches amerikanisches Passagierflugzeug nicht von europäischen Fluggesellschaften bestellt.
Darüber hinaus wurden auch gebrauchte Maschinen ausschließlich auf dem amerikanischen Kontinent betrieben.

## Nutzung
Unter anderem folgende Betreiber nutzten die Martin 404:

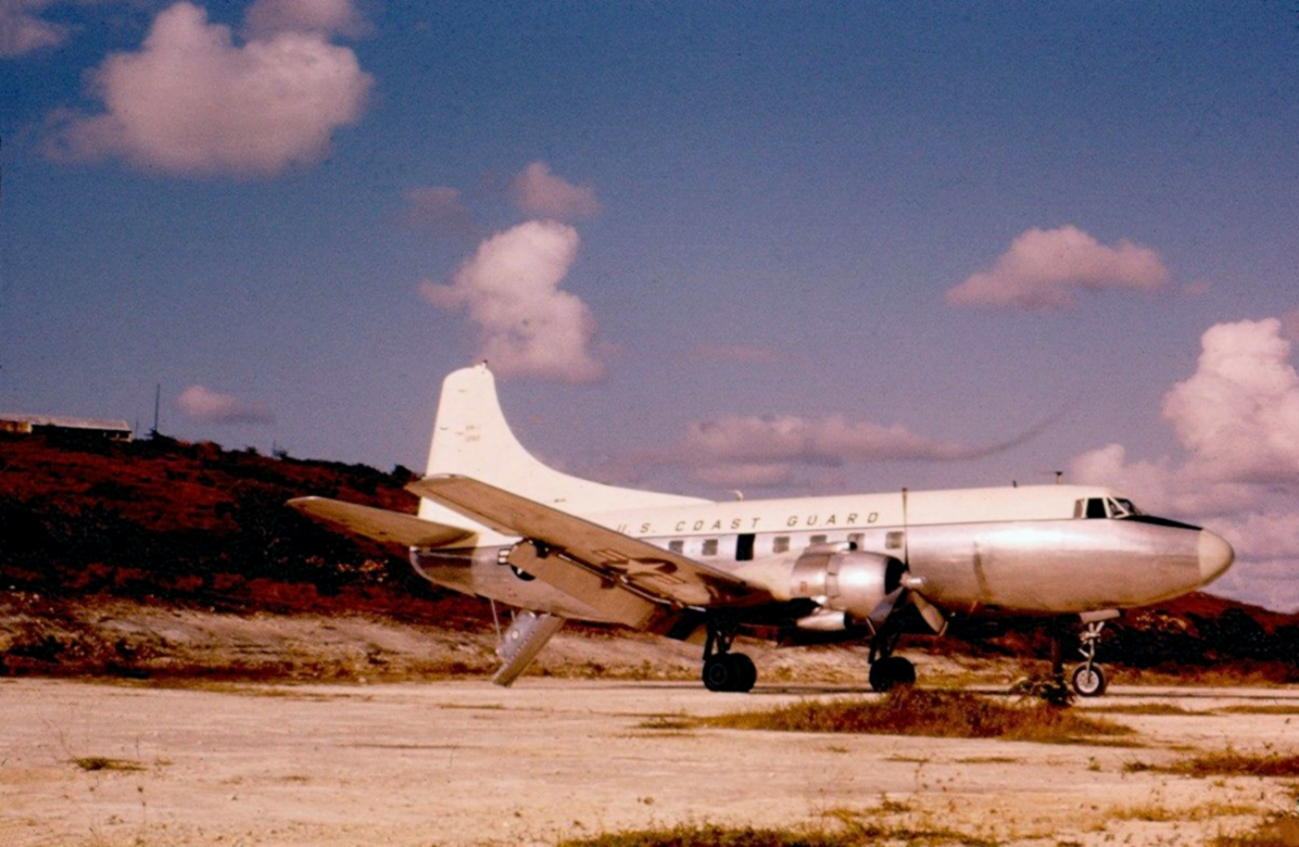
Martin RM-1 der USCG, 1958

### Militärische Nutzer
- Vereinigte Staaten
  - US Coast Guard, zwei Maschinen, später an die
  - US Navy übergeben

### Zivile Betreiber

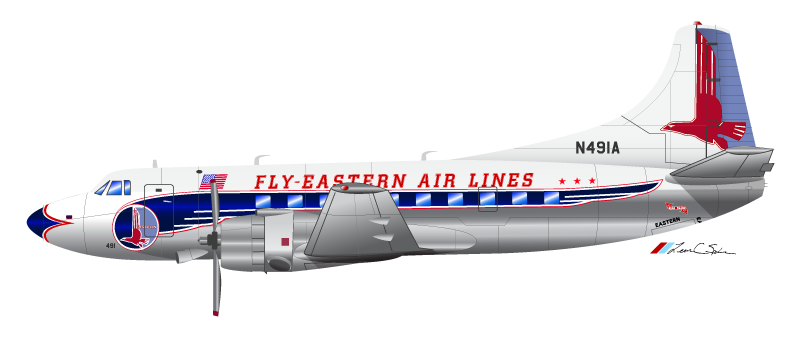
Martin 4-0-4 der Eastern Air Lines, circa 1955

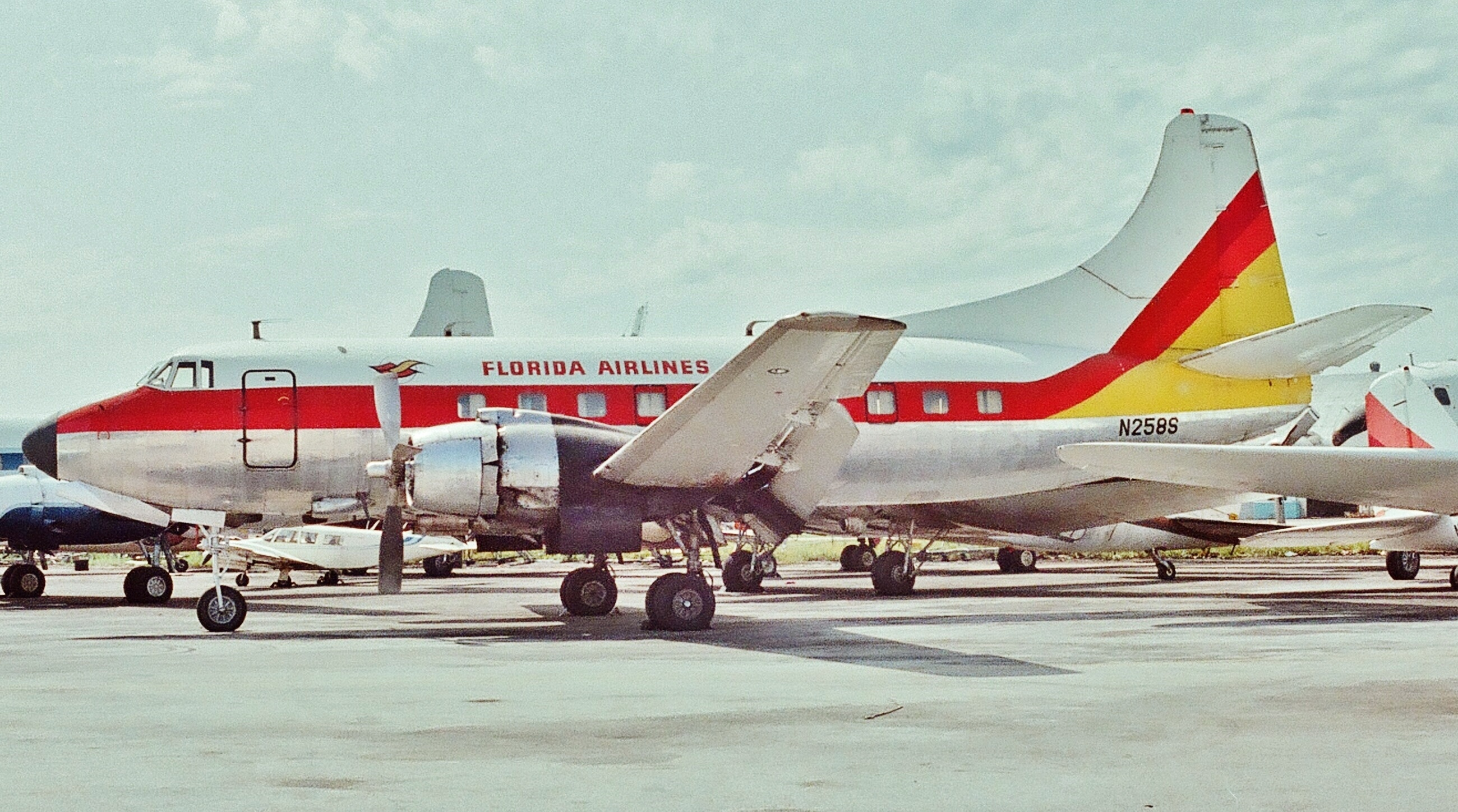
Martin 4-0-4 der Florida Airlines, 1982

#### Unternehmen, die fabrikneue Martin 4-0-4 direkt von Martin erworben haben
- - Eastern Air Lines
  - Trans World Airlines

#### Unternehmen, die gebrauchte Martin 4-0-4 erworben haben (nicht ganz vollständig)
(Quellen:)

##### USA
- - Air South
  - ASA International Airlines
  - East Coast Flying Service
  - Florida Airlines
  - Golden Eagle Aviation
  - Interstate Aviation
  - Marco Island Airways
  - Mohawk Airlines
  - Ozark Air Lines
  - Pacific Air Lines
  - Piedmont Airlines
  - Provincetown-Boston Airlines
  - Southeast Airlines (1971-1976)
  - Southern Airways

##### Andere Länder
- - Aero Beni (ab 1994: Air Beni) (Bolivien)
  - CAMBA (Bolivien)
  - Compañia Aérea Nacional - CAN (Bolivien)
  - Transportes Aéreos Samuel Selum - TASS (Bolivien)
  - Aerolineas Dominicanas (ADSA, Dominair) (Dom. Rep.)
  - Santiago Freighters (Dom. Rep.)
  - Aero Provedora (Kolumbien)
  - Copa Airlines (Panama)
  - Rentavion (Venezuela)

## Zwischenfälle
In der Betriebszeit der Martin 4-0-4 von 1950 bis 2008 kam es zu 27 Totalverlusten. Bei 9 davon wurden 102 Menschen getötet.

## Technische Daten
| Kenngröße             | Daten                                                                 |
| --------------------- | --------------------------------------------------------------------- |
| Besatzung             | 3–4                                                                   |
| Passagiere            | 40                                                                    |
| Länge                 | 22,73 m                                                               |
| Spannweite            | 28,42 m                                                               |
| Höhe                  | 8,66 m                                                                |
| Flügelfläche          | 80,27 m²                                                              |
| Flügelstreckung       | 10,1                                                                  |
| Leermasse             | 13.211 kg                                                             |
| max. Startmasse       | 20.366 kg                                                             |
| Höchstgeschwindigkeit | 502 km/h                                                              |
| Dienstgipfelhöhe      | 8.840 m                                                               |
| Reichweite            | 1.783 km                                                              |
| Triebwerke            | 2 Sternmotoren Pratt & Whitney R-2800-CB16 mit je 2.400 PS (1.765 kW) |